# Crosslauf-Weltmeisterschaften 2000
Die 28. Crosslauf-Weltmeisterschaften der IAAF fanden am 18. und 19. März 2000 in Vilamoura (Portugal) statt.

## Kurs
Veranstaltungsort war der Sportkomplex von Vilamoura, sechs Kilometer vom Zentrum der in der Algarve-Region gelegenen Marina entfernt. Gelaufen wurde nach einer 600 m langen Startstrecke auf einer 1790 m langen Runde, die durch eine Zusatzschleife zu einer großen Runde von 2110 m erweitert wurde. Pro Runde waren fünf Steigungen zu überwinden.
Die Männer bewältigten auf der Langstrecke drei große und drei kleine Runden (12,3 km), die Frauen auf der Langstrecke und die Junioren eine große und drei kleine Runden (8,08 km), die Juniorinnen eine große und zwei kleine Runden (6,29 km) und die Kurzstreckler beiderlei Geschlechts zwei kleine Runden (4,18 km). 

## Wettkämpfe
Das Rennen der Juniorinnen, das Kurzstreckenrennen der Männer und das Langstreckenrennen der Frauen fanden am 18. März statt, die anderen drei Rennen am darauffolgenden Tag. Für jedes Rennen der Erwachsenen waren 97.000 $ Preisgeld ausgeschrieben, von denen auf die Sieger jeweils 40.000 $ entfielen.
Wie schon bei der Erstaustragung des Kurzstreckenwettbewerbs 1998 gab es einen totalen Triumph der kenianischen Mannschaft, die mit der bestmöglichen Punktzahl gewann. Mit einem Sprintsieg setzte sich der Weltmeister von 1998 John Kemboi Kibowen gegen Sammy Kipketer und den Vorjahreszweiten Paul Malakwen Kosgei durch. Als erster Europäer wurde der Ukrainer Serhij Lebid Zehnter.
Auf der Langstrecke hielten sich Titelverteidiger Paul Tergat und der Vorjahreszweite Patrick Mutuku Ivuti lange an der Spitze, mussten aber auf der Zielgeraden den marokkanischstämmigen Belgier Mohammed Mourhit und den Äthiopier Assefa Mezgebu passieren lassen. Mit Mourhit wurde zum ersten Mal seit 1985, als Carlos Lopes den Titel errang, ein Europäer Weltmeister. Tergat musste sich nach fünf Siegen in Folge mit der Bronzemedaille begnügen.  
Bei den Frauen errang auf der Langstrecke Derartu Tulu nach einer Babypause ihren dritten Titel nach 1995 und 1997. Sonia O’Sullivan, Weltmeisterin von 1998 und ebenfalls frischgebackene Mutter, konnte sich schon nach vier Kilometern nicht mehr an der Spitze halten und wurde Siebte. Ebenfalls ein Opfer des hohen Tempos wurde Paula Radcliffe, die bei den drei vorherigen Austragungen eine Bronze- und zwei Silbermedaillen gewonnen hatte. Sie fiel auf dem letzten Kilometer zurück, brach dann, auf dem fünften Rang einlaufend und um eine Sekunde von Lydia Cheromei geschlagen, hinter der Ziellinie zusammen und musste einige Minuten lang von Sanitätern versorgt werden. Mit einem starken Endspurt setzte sich schließlich auf der Zielgeraden Derartu Tulu gegen die Titelverteidigerin Gete Wami und die Vorjahresfünfte Susan Chepkemei durch.
Das dramatischste Rennen der Veranstaltung entwickelte sich bei den Frauen auf der Kurzstrecke. Sowohl Sonia O’Sullivan wie auch Paula Radcliffe entschieden sich für einen Doppelstart. Während O’Sullivan lediglich auf den 15. Platz kam, zeigte sich Radcliffe dem enormen Tempo gewachsen, das Kutre Dulecha, Dritte von 1998, einschlug. Eingangs der zweiten Runde hatte sich eine Vierergruppe gebildet, zu der außerdem Zahra Ouaziz, die Zweite von 1998, und Margaret Ngotho gehörten. Ouaziz setzte sich am Doppelhügel einen Kilometer vor dem Ziel an die Spitze, und zunächst folgte ihr nur Radcliffe, während sich die beiden Ostafrikanerinnen zurückhielten. Auf der Zielgeraden jedoch verließen sowohl Ouaziz wie auch Radcliffe die Kräfte, und letztendlich war es Kutre Dulecha, die vor den zeitgleich gewerteten Ouaziz und Cheruiyot siegte, während Radcliffe mit nur einer Sekunde Rückstand Vierte wurde.

## Ergebnisse

### Männer

#### Langstrecke

##### Einzelwertung
| Platz | Athlet                 | Land | Zeit (min) |
| ----- | ---------------------- | ---- | ---------- |
| 1     | Mohammed Mourhit       | BEL  | 35:00      |
| 2     | Assefa Mezgebu         | ETH  | 35:01      |
| 3     | Paul Tergat            | KEN  | 35:02      |
| 4     | Patrick Mutuku Ivuti   | KEN  | 35:03      |
| 5     | Wilberforce Talel      | KEN  | 35:06      |
| 6     | Paul Koech             | KEN  | 35:22      |
| 7     | Charles Waweru Kamathi | KEN  | 35:51      |
| 8     | Serhij Lebid           | UKR  | 35:52      |

Von 179 gemeldeten Athleten gingen 171 an den Start und erreichten 160 das Ziel.

##### Teamwertung
| Platz | Land und Athleten                                                     | Gesamtpunktzahl und Einzelplatzierung |
| ----- | --------------------------------------------------------------------- | ------------------------------------- |
| 1     | Kenia Paul Tergat Patrick Mutuku Ivuti Wilberforce Talel Paul Koech   | 18 03 04 05 06                        |
| 2     | Äthiopien Assefa Mezgebu Lemma Alemayehu Tesfaye Tola Ambesse Tolosa  | 68 02 16 23 27                        |
| 3     | Portugal Eduardo Henriques Domingos Castro António Pinto Paulo Guerra | 69 10 12 22 25                        |

Insgesamt wurden 26 Teams gewertet.

#### Kurzstrecke

##### Einzelwertung
| Platz | Athlet                | Land | Zeit (min) |
| ----- | --------------------- | ---- | ---------- |
| 1     | John Kemboi Kibowen   | KEN  | 11:11      |
| 2     | Sammy Kipketer        | KEN  | 11:12      |
| 3     | Paul Malakwen Kosgei  | KEN  | 11:15      |
| 4     | Leonard Mucheru Maina | KEN  | 11:21      |
| 5     | Abraham Chebii        | KEN  | 11:25      |
| 6     | Hailu Mekonnen        | ETH  | 11:27      |
| 7     | Philip Mosima         | KEN  | 11:29      |
| 8     | Mohamed Saïd El Wardi | MAR  | 11:33      |

Von 169 gemeldeten Athleten gingen 167 an den Start und erreichten 164 das Ziel.
Teilnehmer aus deutschsprachigen Ländern:
- 27: Damian Kallabis (GER), 11:52
- 30: Sebastian Hallmann (GER), 11:55
- 51: Jirka Arndt (GER), 12:02
- 58: Stéphane Franke (GER), 12:06
- 94: Frank Bruder (GER), 12:31

##### Teamwertung
| Platz | Land und Athleten                                                                   | Gesamtpunktzahl und Einzelplatzierung |
| ----- | ----------------------------------------------------------------------------------- | ------------------------------------- |
| 1     | Kenia John Kemboi Kibowen Sammy Kipketer Paul Malakwen Kosgei Leonard Mucheru Maina | 10 01 02 03 04                        |
| 2     | Äthiopien Hailu Mekonnen Abiyote Abate Dagne Alemu Million Wolde                    | 46 06 11 14 15                        |
| 3     | Marokko Mohamed Saïd El Wardi Ali Ezzine Aziz Driouche Youssef Baba                 | 68 08 13 18 29                        |

Insgesamt wurden 25 Teams gewertet. Die deutsche Mannschaft belegte mit 166 Punkten den achten Platz.

### Frauen

#### Langstrecke

##### Einzelwertung
| Platz | Athletin         | Land | Zeit (min) |
| ----- | ---------------- | ---- | ---------- |
| 1     | Derartu Tulu     | ETH  | 25:42      |
| 2     | Gete Wami        | ETH  | 25:48      |
| 3     | Susan Chepkemei  | KEN  | 25:50      |
| 4     | Lydia Cheromei   | KEN  | 26:02      |
| 5     | Paula Radcliffe  | GBR  | 26:03      |
| 6     | Leah Malot       | KEN  | 26:09      |
| 7     | Sonia O’Sullivan | IRL  | 26:20      |
| 8     | Merima Denboba   | ETH  | 26:23      |

Von 104 gemeldeten Athletinnen gingen 102 an den Start und erreichten 96 das Ziel.

##### Teamwertung
| Platz | Land und Athletinnen                                                            | Gesamtpunktzahl und Einzelplatzierung |
| ----- | ------------------------------------------------------------------------------- | ------------------------------------- |
| 1     | Äthiopien Derartu Tulu Gete Wami Merima Denboba Ayelech Worku                   | 20 01 02 08 09                        |
| 2     | Kenia Susan Chepkemei Lydia Cheromei Leah Malot Ruth Kutol                      | 23 03 04 06 10                        |
| 3     | Vereinigte Staaten Deena Drossin Jennifer Rhines Rachel Sauder Kimberly Fitchen | 98 12 13 36 37                        |

Insgesamt wurden 16 Teams gewertet.

#### Kurzstrecke

##### Einzelwertung
| Platz | Athletin         | Land | Zeit (min) |
| ----- | ---------------- | ---- | ---------- |
| 1     | Kutre Dulecha    | ETH  | 13:00      |
| 2     | Zahra Ouaziz     | MAR  | 13:00      |
| 3     | Margaret Ngotho  | KEN  | 13:00      |
| 4     | Paula Radcliffe  | GBR  | 13:01      |
| 5     | Fatima Yvelain   | FRA  | 13:06      |
| 6     | Yemenashu Taye   | ETH  | 13:07      |
| 7     | Carla Sacramento | POR  | 13:12      |
| 8     | Sally Barsosio   | KEN  | 13:16      |

Von 131 gemeldeten Athletinnen gingen 121 an den Start und erreichten 120 das Ziel.
Teilnehmerinnen aus deutschsprachigen Ländern:
- 19: Irina Mikitenko (GER), 13:31
- 32: Kristina da Fonseca-Wollheim (GER), 13:37
- 35: Luminita Zaituc (GER), 13:38
- 63: Melanie Kraus (GER), 13:55
- 72: Susanne Ritter (GER), 14:05
- 80: Larissa Kleinmann (GER), 14:13
- 95: Sandra Baumann (AUT), 14:35
- 100: Anita Weyermann (SUI), 14:41

##### Teamwertung
| Platz | Land und Athletinnen                                                                    | Gesamtpunktzahl und Einzelplatzierung |
| ----- | --------------------------------------------------------------------------------------- | ------------------------------------- |
| 1     | Portugal Carla Sacramento Fernanda Ribeiro Helena Sampaio Marina Bastos                 | 46 07 10 13 16                        |
| 2     | Äthiopien Kutre Dulecha Yemenashu Taye Getenesh Urge Genet Gebregiorgis                 | 55 01 06 17 31                        |
| 3     | Frankreich Fatima Yvelain Yamna Oubouhou Blandine Bitzner-Ducret Rakiya Maraoui-Quétier | 57 05 11 18 23                        |

Insgesamt wurden 19 Teams gewertet. Die deutsche Mannschaft belegte mit 149 Punkten den achten Platz.

### Junioren

#### Einzelwertung
| Platz | Athlet                    | Land | Zeit (min) |
| ----- | ------------------------- | ---- | ---------- |
| 1     | Robert Kipkorir Kipchumba | KEN  | 22:49      |
| 2     | Duncan Lebo               | KEN  | 22:52      |
| 3     | John Cheruiyot Korir      | KEN  | 22:55      |

Von 170 gemeldeten Athleten gingen 162 an den Start und erreichten 159 das Ziel.

#### Teamwertung
| Platz | Land und Athleten                                                               | Gesamtpunktzahl und Einzelplatzierung |
| ----- | ------------------------------------------------------------------------------- | ------------------------------------- |
| 1     | Kenia Robert Kipkorir Kipchumba Duncan Lebo John Cheruiyot Korir Philemon Kemei | 10 01 02 03 04                        |
| 2     | Äthiopien Beruk Debrework Terefe Desalegn Alemayehu Lema Medeksa Derba          | 47 08 09 12 18                        |
| 3     | Uganda Martin Toroitich Paul Wakou Job Sikoria Tonny Okello                     | 68 11 15 20 22                        |

Insgesamt wurden 27 Teams gewertet.

### Juniorinnen

#### Einzelwertung
| Platz | Athletin                  | Land | Zeit (min) |
| ----- | ------------------------- | ---- | ---------- |
| 1     | Vivian Jepkemoi Cheruiyot | KEN  | 20:34      |
| 2     | Alice Jemeli Timbilili    | KEN  | 20:35      |
| 3     | Viola Jelagat Kibiwot     | KEN  | 20:36      |

Von 132 gemeldeten Athletinnen gingen 128 an den Start und erreichten 127 das Ziel.
Einzige Teilnehmerin aus einem deutschsprachigen Land war die Schweizerin Nicola Spirig, die auf den 47. Platz kam (22:42).

#### Teamwertung
| Platz | Land und Athletinnen                                                                                    | Gesamtpunktzahl und Einzelplatzierung |
| ----- | --- | ------------------------------------- |
| 1     | Kenia Vivian Jepkemoi Cheruiyot Alice Jemeli Timbilili Viola Jelagat Kibiwot Fridah Chepkemoi Domongole | 12 01 02 03 06                        |
| 2     | Äthiopien Hareg Sidelil Merima Hashim Eyerusalem Kuma Abebech Negussie                                  | 24 04 05 07 08                        |
| 3     | Japan Rina Fujioka Kaori Yoshida Tomomi Tagao Ikuko Nagao                                               | 78 11 14 20 33                        |

Insgesamt wurden 22 Teams gewertet.